# Hugo Droguett
Hugo Patricio Droguett Diocares (Quinta Normal, Santiago, 2 de setembro de 1982) é um futebolista chileno que joga como meia no Jeonbuk Hyundai Motors.

## Carreira
Revelado pela Universidad Católica, passou por alguns clube até ganhar notoriedade jogando pela Universidad de Chile.
Em 2006, foi contratado pelo Estudiantes Tecos, ficando até 2008, e se transferindo para o Monarcas Morelia, onde foi campeão da SuperLiga Norte-Americana de 2010.
Em 2011, foi contratado pelo Cruz Azul.
Em 28 de dezembro de 2011, Hugo Droguett disse gostaria de voltar a la 'U'.

## Títulos
Monarcas Morelia
- SuperLiga Norte-Americana: 2010